# Марчелина
Марчелѝна (на италиански: Marcellina, на местен диалект Marcellinu, Марчелину) е градче и община в Централна Италия, провинция Рим, регион Лацио. Разположено е на 285 m надморска височина. Населението на общината е 7104 души (към 2010 г.).